# NSU Ro 80
NSU Ro 80 er en firedørs sedan i den øvre mellemklasse fremstillet og solgt af den vesttyske bilproducent NSU fra 1967 til 1977.
Ro 80 er kendt for sit innovative, aerodynamiske design foretaget af Claus Luthe og avancerede teknologiske løsninger. I stedet for en stempelmotor var den forhjulstrukne bil udstyret med en dobbeltrotor wankelmotor, en halvautomatisk gearkasse og et innovativt vakuumbetjent koblingssystem. 
Ro 80 blev af sportspressen kåret til Årets bil i Europa i 1968.
Bilens wankelmotor var imidlertid vanskelig at vedligeholde og på trods af de teknologisk avancerede løsninger og bilens innovative design, blev der alene fremstillet 37.398 enheder i de ti år, bilen blev fremstillet. Bilens udviklingsomkostninger havde været betydelige for NSU, der indtil da primært havde fremstillet motorcykler og små personbiler, og NSU måtte i 1968 lade sig opkøbe af VW's Auto Union. Det beskedne salg af modellen indebar, at VW/Auto Union udfasede modellen og i stedet satsede på Audi 100 i det øvre mellemklassesegment. 

## Tekniske løsninger
Udover bilens innovative wankelmotor var Ro 80 udstyret med skivebremser på alle fire hjul, hvilket på daværende tidspunkt kun var standard på dyre sports- eller luksussedans. Alle fire hjul havde uafhængig affjedring med MacPherson-ophæng foran med pladsbesparende design både for og bag i en udførelse, der i dag er standard i de fleste modeller. Bilen havde forstærket tandstangsstyring fremstillet af ZF, hvilket også var en avanceret løsning på daværende tidspunkt.
Bilen havde en automatisk kobling, som almindeligvis blev beskrevet som en tre-trins semi-automatisk gearkasse; der var ingen koblingspedal, men koblingen blev i stedet styret ved en knap på gearstangsknappen, der betjente et vakuumsystem, som styrede bilens kobling. Selve gearstangen kunne derefter flyttes gennem en standard "H-gearstang".
Bilens design blev håndteret af Claus Luthe, der var udviklingschef ved NSU og senere BMW. Designet blev ved introduktionen anset som meget moderne, og bilen har været udstillet på flere bil- og bildesignmuseer. Modellen havde et aerodynamisk design med en luftmodstandskoefficient på blot 0,355, hvilket på tidspunktet for bilens introduktion var meget lavt.

## Varianter
Der blev ikke foretaget mange ændringer af modellen i den 10 årige levetid. I september 1969 blev de firkantede forlygter erstattet af dobbelte runde halogenlygter og der blev monteret ventilation i C-stolpen. I august 1970 blev kølergrillen af metal erstattet en en let modificeret udgave i plastik. En mindre facelift i maj 1975 indebar større baglygter, ændring af nummerpladens placering og gummiindsatser på kofangerne, hvilket forlængede bilens længde med 15 mm.

## Tekniske udfordringer
Bilen fik hurtigt ry for at være upålidelig. Ro 80's wankelmotor var plaget af mange problemer, herunder også konstruktionsfejl, og nogle eksemplarer måtte udskifte motoren allerede ved 50.000 km. Oprindeligt blev tætningerne ved rotorspidserne fremstillet i tre stykker af samme materiale. Motorens design gjorde, at midtersektionen blev slidt hurtigere ved koldstart sammenlignet med de andre dele; de slidte midterstykker tillod de to andre dele af tætningen at bevæge sig, hvilket igen gjorde det muligt for forbrændingsprodukter at undslippe tætningerne. Spidstætningens midterstykke måtte derfor redesignes med nyt materiale, hvilket løste problemet. Derudover havde wankelmotoren et stort brændstofforbrug (6,3 - 7,7 km pr. liter), ligesom forhandlernes manglende viden om og erfaring med  wankelmotoren og dens mekanik ikke gjorde situationen bedre. I 1970 var de fleste af bilens problemer løst, men en nødvendiggjort generøs indstilling til garantireparationer og skade på bilens omdømme havde uopretteligt undergravet NSU's økonomi, og måtte i 1969 lade sig opkøbe af Volkswagen og fusioneret med Auto Union for at skabe det moderne Audi-selskab.

## Produktion
Serieproduktion begyndte i oktober 1967 og ophørte knap ti år senere i april 1977.
I løbet af det første hele produktionsår, 1968, blev der produceret 5.986 biler, stigende til 7.811 i 1969 og faldende en smule til 7.200 i 1970. Herefter faldt produktionen til omkring 3.000 - 4.000 stk. om året i de næste tre år. Wankelmotorens relativt høje brændstofforbrug var en ulempe for bilens salgstal efter de dramatiske prisstigninger på benzin, der fulgte efter oliekrisen i 1973, og mellem 1974 og 1976 faldt den årlige produktion til et godt stykke under 2.000 enheder. I alt blev der produceret 37.398 Ro80'ere i løbet af den ti-årige produktionsperiode.
I sidste ende blev Ro 80's skæbne beseglet af den succes, som Auto Union-NSU oplevede med den tilsvarende størrelse Audi 100. Audi 100's succes fik moderselskabet Volkswagen til at benytte Audi som sit mærke i øvre mellemklasse, og efter ophøret af produktionen af Ro 80 i 1977, blev fabrikken i Neckarsulm ændret til alene at producere Audis C- og D-platformskøretøjer (100/200 og senere Audi A6 og A8), og NSU-mærket blev opgivet. 